# Nord Littoral
Nord Littoral – francuski dziennik lokalny, rozpowszechniany w Calais i na Opalowym Wybrzeżu, utworzony w 1944 roku. Jego pierwszy numer ukazał się 23 grudnia 1944 roku, podobnie jak większość gazet wywodzących się z ruchu oporu. Został on stworzony przez Jeana Baratte, przewodniczącego komitetu wyzwolenia wyznaczonego przez Jacques’a Vendroux, specjalnego wysłannika rządu tymczasowego Wolnej Francji (szwagier generała de Gaulle). Baratte pozostał dyrektorem aż do tragicznej śmierci 14 września 1956 roku; jego żona Maria z domu Charles została naczelnym gazety na początku 1957. Po jej śmierci 16 listopada 1966 roku, funkcję naczelnego objął jego najstarszy syn Jean-Jacques i sprawował ją aż do wykupienia dziennika przez La Voix du Nord.
Od 1987 roku Nord Littoral należy do grupy La Voix i wydaje średnio 10 087 egzemplarzy dziennie według danych z lat 2013-2014. Jest jednym z dodatkowych dystrybutorów suplementu prasowego Version Femina.